# Braxton Stone
Braxton Rei Stone Papadopoulos (ur. 23 czerwca 1995) – kanadyjska zapaśniczka. Zajęła piąte miejsce na mistrzostwach świata w 2015. Triumfatorka igrzysk panamerykańskich w 2015. Złoty medal na mistrzostwach panamerykańskich w 2017 i brązowy w 2013. Trzecia na igrzyskach Wspólnoty Narodów w 2014 roku. Czwarta w Pucharze Świata w 2014 i piąta w 2018. Wicemistrzyni świata juniorów w 2013 i trzecia w 2015. Druga na MŚ U-23 w 2017. Zawodniczka University of Saskatchewan.